# Isartalbahn
Az Isartalbahn, amelyet a korabeli helyesírási reform előtti első években Isarthalbahnnak is írtak, egy München és Bichl közötti normál nyomtávú vasútvonal volt. Nevét az Isar folyóról kapta, amelynek bal partját a vonal az útvonal északi felén követte. A déli szakasz viszont a Loisach völgyében húzódott. Az eredetileg 50,76 kilométer hosszú vonalból a Großhesselohe Isartalbahnhoftól Wolfratshausenig tartó mintegy 20 kilométeres középső szakasz még ma is létezik, és a müncheni S-Bahn S7-es járata használja.
A München déli és Wolfratshausen közötti szakaszon a vonalat villamosították és kétvágányúvá tették München Isartalbahnhoftól Höllriegelskreuthig. A fennmaradó, Großhesselohe-tól Wolfratshausenig tartó szakasz 1981 óta fővonalnak minősül, a többi szakasz mindig mellékvonalként üzemelt.
A Lokalbahn Aktien-Gesellschaft (LAG) 1891 és 1898 között szakaszosan helyezte üzembe a vonalat. A LAG 1900-ban a München Isartalbahnhof-Höllriegelskreuth szakaszt 750 voltos egyenárammal villamosította az elővárosi forgalom számára. 1938-ban a LAG-ot államosították, és vele együtt az Isartalbahnt is. A második világháború után a Deutsche Bundesbahn 1955-ben áttért a 15 kV-os váltóáramra (16⅔ Hz-es vontatási áram), és 1960-ban meghosszabbította azt Wolfratshausenig. Az északi szakaszon Bahnhof München Süd-Großhesselohe Isartalbahnhof és a déli szakaszon Wolfratshausen-Bichl között a Deutsche Bundesbahn 1959 és 1995 között leállította a vasúti közlekedést.

## A jövő
2002-ben Wolfratshausen város „Heimatbuch”-ja szerint az S-Bahn Geretsriedig történő folytatásáról „évek óta” tárgyaltak, és 2001-ben már több útvonalról is tárgyaltak. A tervek eddigi meghiúsulását a szükséges finanszírozás hiányával indokolták. Az S7 tervezett meghosszabbítása Wolfratshausenből Geretsriedbe a korábbi útvonal egy kis részét reaktiválná Wolfratshausen város területén. Ezzel az S7-es a Gelting megállóhelyen keresztül Geretsriedig hosszabbodna meg, Geretsriedben pedig a Süd és Mitte állomások épülnének meg. A Deutsche Bahn 2010-ben kezdeményezte a tervengedélyezési eljárást; a tervek szerint 2013-ban fejeződne be. Az építési időt három évre becsülték; az építkezés eredetileg 2013-ban kezdődött volna.
Ezek a tervek jelentősen elhúzódtak, különösen azért, mert Wolfratshausenben kifogások merültek fel az útvonallal szemben, ami áttervezéshez vezetett: az S-Bahnt ott lesüllyesztik és részben alagútban vezetik. A meghosszabbítás így 2020 áprilisától várhatóan csak 2028 végére készül el, 2022 közepétől pedig további problémák merültek fel a részben az útvonal mellett húzódó Bundesstraße 11 bővítésének újratervezése miatt, így az építkezés megkezdése 2024-ben nem várható.
2023. szeptember közepén Christian Bernreiter (CSU) bajor közlekedési miniszter a wolfratshauseni állomáson tett helyszíni szemle során bejelentette, hogy a Szövetségi Vasúti Hivatal (EBA) szerint a tervezési engedély 2024 előtt nem várható.
A „Müncheni régió vasúti bővítése” projekt részeként szakértői jelentések készültek, amelyek az Isar-völgyi vasút kétvágányú bővítését vizsgálták Höllriegelskreuth és Wolfratshausen között. Ezek 2024 júliusában kedvezőnek bizonyultak.